# Tola Mankiewiczówna

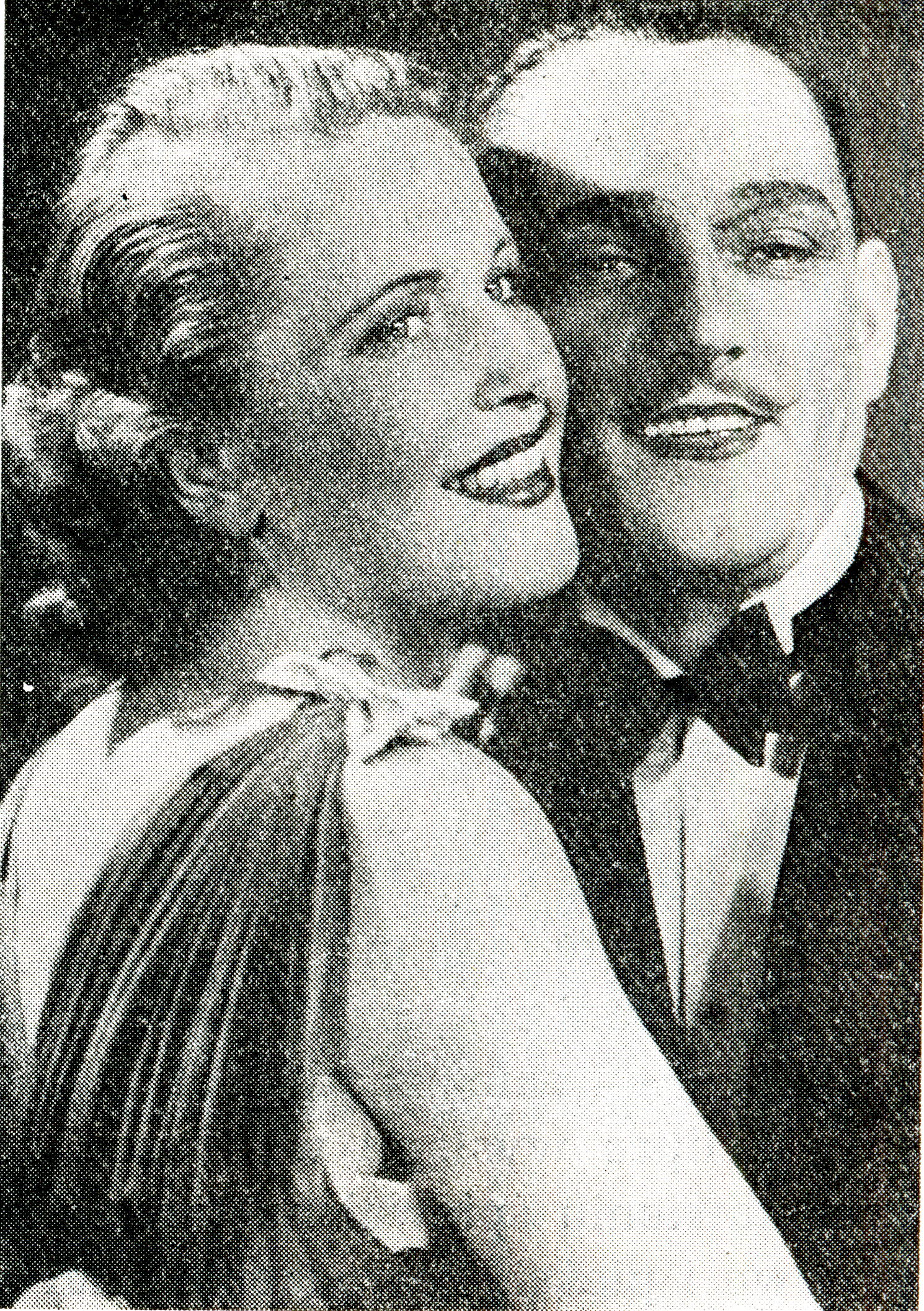
Tola Mankiewiczówna i Ludwik Sempoliński w komedii Całus i nic więcej (1936)

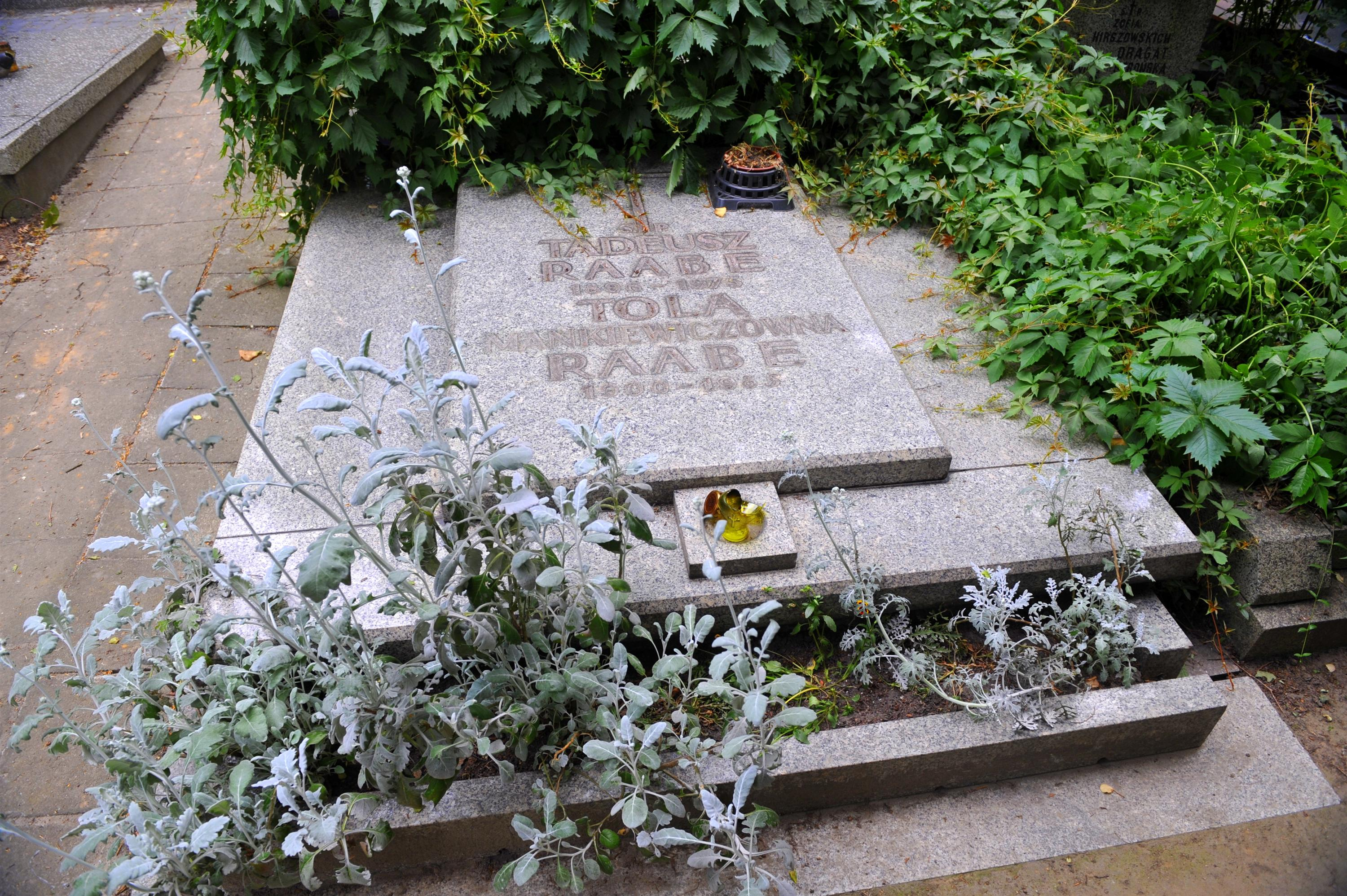
Grób Toli Mankiewiczówny-Raabe i jej męża Tadeusza Raabe na warszawskim cmentarzu ewangelicko-reformowanym

Tola Mankiewiczówna, właśc. Teodora Raabe z domu Oleksa (ur. 7 maja 1900 w Bronowie k. Łomży, zm. 27 października 1985 w Warszawie) – polska aktorka, piosenkarka oraz śpiewaczka operowa (sopran liryczny) i operetkowa. Jedna z najpopularniejszych aktorek i piosenkarek dwudziestolecia międzywojennego.

## Życiorys
Była córką Józefa Oleksa i Aleksandry z domu Mankiewicz. Po maturze studiowała grę na fortepianie w Konserwatorium Warszawskim oraz pobierała prywatne lekcje śpiewu. Jako aktorka debiutowała w 1921 na deskach Opery Krakowskiej rolą w Hrabinie Stanisława Moniuszki. Do 1924 była związana z Operą Warszawską, po czym przez kolejne cztery lata pobierała studia wokalne w Mediolanie. Po powrocie do Polski kontynuowała naukę śpiewu u Janiny Korolewicz-Waydowej oraz u Zofii Kryńskiej. W latach 1922–1931 była związana z Operą Warszawską – jako solistka śpiewała partie sopranowo-liryczne (Carmen, Goplana, Jaś i Małgosia, Hrabina, Faust).
Jednocześnie występowała także w operetkowym Teatrze Nowości - w popularnej sztuce Czar walca - oraz w Operze Poznańskiej.
Po odejściu z opery, od 1931 karierę wokalną kontynuowała w czołowych warszawskich teatrzykach i rewiach dwudziestolecia międzywojennego takich jak: „Cyganeria”, „Cyrulik Warszawski”, „Czarny Kot”, „Hollywood”, „Morskie Oko”, „Stara Banda”, „Rex”, „Wielka Operetka”, „Wielka Rewia”.
Nagrywała płyty dla takich wytwórni jak Columbia, Syrena i Esta. W czasie wojny nagrania te zaginęły i Mankiewiczówna nigdy ich nie odzyskała.
Tworzyła wraz z Aleksandrem Żabczyńskim niezwykle popularną w dwudziestoleciu międzywojennym parę sceniczną, wystąpiła w czołowych przedwojennych filmowych produkcjach muzycznych: 10% dla mnie (1933), Pani minister tańczy (1937), Co mój mąż robi w nocy (1934), Manewry miłosne (1935).
Z sukcesem koncertowała tuż przed wojną w Niemczech w Berlinie i Hamburgu.
Po wybuchu II wojny światowej trafiła do Białegostoku, gdzie występowała jako śpiewaczka estradowa i aktorka tamtejszego Teatru Polskiego. Do Warszawy wróciła w 1942. Podczas okupacji w latach 1941–1944 pracowała i występowała w warszawskich kawiarniach: „U Aktorek”, „U znachora”, „Mon Cafe”, „Albatros”, „Ziemiańska”.
Po zakończeniu wojny występowała w pierwszym powojennym kabarecie „Kukułka”, a także dużo koncertowała i dawała wiele recitali. Współpracowała też ze stołecznymi teatrami i Operetką Warszawską, ale nigdy już nie odzyskała przedwojennej popularności. W latach 1951–1955 była aktorką Teatru Nowego. Często występowała na balach sylwestrowych w klubie sportowym Huragan w Wołominie, gdzie mieszkała jej siostra.

## Życie prywatne
Jej mężem od 1935 roku był Tadeusz Raabe (1896–1975), adwokat z bogatej rodziny przemysłowców z Białej Podlaskiej, który dla niej przyjął chrzest w kościele ewangelicko-reformowanym. Nie mieli dzieci. Po jego śmierci w 1975 roku, Mankiewiczówna zakończyła karierę sceniczną i pracowała jako urzędniczka. W roku 1978 w imieniu męża ofiarowała Muzeum na Wawelu m.in. kolekcję holenderskich fajansów z Delftu.
Spoczywa wraz z mężem na warszawskim cmentarzu ewangelicko-reformowanym (sektor W-3-24).

## Najpopularniejsze przeboje
- Jesienne róże
- Odrobinę szczęścia w miłości (sł. Emanuel Szlechter)
- Już nie mogę dłużej kryć (sł. Jerzy Jurandot, muz. Henryk Wars, z filmu Pani minister tańczy, 1937 wykonanie z Aleksandrem Żabczyńskim)
- Reformy pani minister (sł. Jerzy Jurandot, muz. Henryk Wars, z filmu Pani minister tańczy, 1937)
- Tak cudnie mi (sł. Jerzy Jurandot, muz. Henryk Wars, z filmu Pani minister tańczy, 1937, wykonanie z Aleksandrem Żabczyńskim

## Spektakle teatralne
- 1931 – Czar walca, Teatr Nowości
- 1931 – Orfeusz w piekle, Teatr Nowości
- 1932 – Listek figowy, „Morskie Oko”
- 1932 – Przebój Warszawy, „Morskie Oko”
- 1933 – Boccaccio, „Morskie Oko”
- 1933 – Bal w Savoy’u, „Wielka Operetka”
- 1933 – Pod białym koniem, „Wielka Operetka”
- 1933 – Tańce, hulanki swawole, „Wielka Rewia”
- 1934 – Dawne, dobre czasy, „Wielka Operetka”
- 1935 – Wesoła jesień
- 1935 – Gwiazdy areny, „Wielka Rewia”
- 1936 – Całus i nic więcej, „Wielka Rewia”
- 1937 – Podróż poślubna, „Wielka Rewia”

## Filmografia
- 1938 – Szlakiem mew jako jedząca lody[5]
- 1937 – Pani minister tańczy jako Zuzanna, minister Ochrony Moralności Publicznej oraz jej siostra piosenkarka Lola
- 1935 – Manewry miłosne jako baronowa Kolmar
- 1934 – Śluby ułańskie jako Krzysia, siostrzenica Pleszczyńskiego
- 1934 – Parada rezerwistów jako dyrygentka
- 1934 – Co mój mąż robi w nocy… jako Kazia Fafułówna
- 1933 – 10% dla mnie jako Zosia Grzybkówna

## Odznaczenia
- Medal 10-lecia Polski Ludowej (19 stycznia 1955)[6]